# کلد اوپن
کلد اوپن (به انگلیسی: Cold open) (که دنباله پیش‌نمایش نیز نامیده می‌شود) یک تکنیک روایی است که در تلویزیون و فیلم استفاده می‌شود. این عمل گریزی مستقیم به داستان در ابتدای نمایش قبل از پخش شدن تیتراژ یا تیتراژ آغازین است. در تلویزیون، این تکنیک بسیار رواج دارد چرا که تولیدکنندگان فکر می‌کنند با نشان دادن بخشی از وقایع داستان می‌توانند احتمال آنکه بینندگان هنگام پخش تیزر تبلیغاتی کانال تلویزیون را عوض کنند کاهش می‌یابد. همچنین ممکن است از یک کلد اوپن برای بازخوانی وقایع قسمت‌های قبلی یا خط داستانی استفاده شود که در طول اپیزود فعلی دوباره مورد بازبینی قرار خواهند گرفت.
تکنیک کلد اوپن گاهی در فیلم‌ها استفاده می‌شود. به همین دلیل، «کلد اوپن» هنوز به لحظات یا صحنه‌های آغازین اشاره دارد، اما لزوماً به مدت کامل قبل از میان‌نویس اشاره ندارد زیرا میان‌نویس ممکن است پس از شروع ظاهر شود.

## توسعه
در اوایل دهه ۱۹۶۰، تعداد کمی از سریال‌های آمریکایی از کلد اوپن استفاده می‌کردند و کمدی موقعیت‌های نیم ساعته تقریباً تا قبل از سال ۱۹۶۵ هرگز از این تکنیک استفاده نکردند. بسیاری از سریال‌های آمریکایی که از اوایل دهه ۱۹۶۰ تا سال‌های میانی این دهه پخش می‌شدند (حتی کمدی‌ها) در فصل‌های بعد از تکنیک کلد اوپن استفاده کردند. با این حال، با شروع اواخر دهه ۵۰، چندین سریال دراماتیک، به ویژه در برنامه‌های برادران وارنر مانند ۷۷ سانست استریپ، شروع برنامه با صحنه‌ای جذاب از اواسط قسمت انجام می‌شد و بدین ترتیب از تکنیک کلد اوپن استفاده می‌گردید. هنگامی که سریال به آن بخش می‌رسید، همان صحنه‌ها که پیش از آن در تکنیک کلد اوپن دیده شدند، مجدداً نمایش داده می‌شوند.
تکنیک کلد اوپن در اواسط دهه ۱۹۶۰ در تلویزیون رایج شد. استفاده از آنها راهی مقرون به صرفه برای اجرای یک طرح بدون نیاز به معرفی شخصیت‌های معمولی، یا حتی خلاصه سریال بود، که معمولاً در خود تیزر فیلم مشخص می‌شد.

## کاربردهای فعلی در تلویزیون

### اخبار
بیشتر برنامه‌های خبری، از جمله در کانال‌هایی که پوشش خبری ۲۴ ساعته ارائه می‌کنند، از تکنیک کلد اوپن برای معرفی خلاصه‌ای از خبرهای پوشش‌دهی شده در آن برنامه استفاده می‌کنند.